# 云润
云润（1904年—1940年代？），曾用名布别道夫、阿日亚，男，蒙古族，土默特旗（今内蒙古自治区土默特左旗）塔布赛村人，中国共产党早期革命者。

## 生平
云润是乌兰夫的堂哥。1919年和堂弟乌兰夫一起考取归绥土默特高等小学校。1923年秋，云润、乌兰夫等39位绥远蒙古族同学考进北京蒙藏学校初中部。1924年初的寒假，经李大钊领导的中共北方区委发展，加入中国社会主义青年团。1924年下半年转党。1931年冬，乌兰夫和朱实夫等去蒙古人民共和国向共产国际汇报王若飞被捕的情况，在内蒙古人民革命党总部遇到了云润，得知他在中国工人俱乐部教授俄文和革命理论，同时还负责接待国内去往苏联和从苏联经过乌兰巴托回国的革命者。从那以后，云润再无音信。
乌兰夫的女儿云曙碧在回忆录《与爱同行》写：20世纪80年代，苏联驻华大使馆派人慰问云曙碧，云曙碧委托苏联驻华大使馆打听一下云润下落。不久大使馆工作人员回复云曙碧：“我们已经查找到云润同志的档案，苏联卫国战争时期，他死在了德国人占领的乌克兰监狱。”

## 家庭
- 祖父云根元
- 妻子云兰
- 女儿云曙芬（1924年1月-2016年3月3日）内蒙古自治区妇联党组书记、主任。内蒙古自治区第六届政协副主席、党组成员。[3]
- 女婿寒峰